# طوفان نفرت
طوفان نفرت (به هندی: Nafrat Ki Aandhi) فیلمی محصول سال ۱۹۸۹ و به کارگردانی مهول کومار است. در این فیلم بازیگرانی همچون درمندرا، جیتندرا، مادهوی، آنیتا راج، آمریش پوری، شاکتی کاپور، آسرانی ایفای نقش کرده‌اند.